# ÖBB X401
Der X401.001 ist ein Bahndienstfahrzeug der Österreichischen Bundesbahnen (ÖBB). Es wird seit 1996 als Untersuchstriebwagen in Tunneln eingesetzt.

## Geschichte
Die Österreichischen Bundesbahnen benötigten für die Untersuchung von langen Tunnels ein geeignetes Fahrzeug. Eine Lösung für dieses Problem stellte ein – von der Firma Plasser & Theurer auf Basis der Baureihe ÖBB X552 gebautes – einzigartiges Bahndienstfahrzeug der Baureihe X401.
Das Einzelstück X401.001 ist im Baustofflager Linz-Wegscheid beheimatet und wird je nach Bedarf eingesetzt.

## Technische Merkmale
Der mechanische Teil des Fahrzeugs besteht aus einem vierachsigen Arbeitsteil, basiert auf dem der Baureihe X552, und einem aufgesattelten Anhängerteil mit Führerstand. Der Führerstand, ein Messraum mit Stichkanzel sowie Sozial- und Schlafräume sind in der Kabine des Arbeitsteils integriert. Das Fahrzeug ist mit einer frei schwenkbaren Hubarbeitsbühne – die zwischen den Kabinen untergebracht ist – ausgerüstet. Die Arbeitsbühne besitzt eine seitliche Reichweite von 12,9 Metern und kann bis zu 13 Meter hoch ausgefahren werden. Das Bahndienstfahrzeug ist auch von der Arbeitsbühne aus steuerbar. Die Antriebsanlage gleicht jener der Baureihe X552.